# Jadwigów (Opatów)
Pour les articles homonymes, voir Jadwigów.
Jadwigów est une localité polonaise de la gmina de Tarłów, située dans le powiat d'Opatów en voïvodie de Sainte-Croix.